# Fredi Bobic
Fredi Bobic (tiếng Slovene: Fredi Bobič, sinh ngày 30 tháng 10 năm 1971) là một giám đốc điều hành và cựu cầu thủ bóng đá Đức. Ông gần đây nhất là giám đốc thể thao của câu lạc bộ Hertha BSC.

## Sự nghiệp
Thời gian đầu của Bobic là vào giữa những năm 1990 khi anh chơi cho VfB Stuttgart ở Bundesliga. Trong mùa giải đầu tiên 1994-95 anh ghi bàn trong 5 trận đầu tiên, do đó trở thành một ứng viên cho đội tuyển Đức sau chỉ một vài lần ra sân ở giải vô địch quốc gia Đức. Vào năm 1996 anh là vua phá lưới Bundesliga với 17 bàn. Sau 4 năm chơi cho Stuttgart, anh chuyển tới Borussia Dortmund và trở thành cầu thủ ghi nhiều bàn nhất của đội bóng trong cả mùa giải 1999-00 và 2000-01. Tuy nhiên, sau khi đội bóng chiêu mộ Jan Koller và Marcio Amoroso vào mùa hè 2001, anh dần không được để ý tới và chỉ chơi 3 trận trong giai đoạn đầu mùa giải 2001-02. Do vậy, anh bị đem cho Bolton Wanderers của Premier League mượn. Cú hattrick của anh trong chiến thắng 4-1 trước Ipswich Town ở sân Reebok đã đảm bảo cho Bolton trụ hạng, trong khi đẩy Ipswich xuống hạng. Anh ghi một bàn nữa cho Bolton trong chiến thắng 3-2 trước Aston Villa. Sau khi trở lại từ Anh, anh được đội bóng mới lên hạng Hannover 96 ký hợp đồng và lại chứng tỏ được bản thân là một trong những cầu thủ ghi nhiều bàn nhất giải đấu, ghi 14 bàn trong 27 trận. Vào năm 2003 anh được Hertha BSC Berlin ký hợp đồng, nơi anh chơi 2 mùa giải, ghi 8 bàn trong 54 trận. Cuối cùng anh chơi cho NK Rijeka của Croatia trước khi giải nghệ vào tháng 6 năm 2006.
Anh đã có 37 lần ra sân (ghi 10 bàn) cho Đức và là thành viên vô địch Euro 1996. Anh cũng chơi ở giải vô địch bóng đá châu Âu 2004, trở lại đội tuyển vào năm 2002 sau 4 năm vắng bóng.

## Sự nghiệp huấn luyện
Bobic ký hợp đồng làm giám đốc điều hành cho PFC Chernomorets Burgas vào ngày 25 tháng 3 năm 2009, và sẽ làm việc ở đội bóng cùng người đồng đội cũ Krassimir Balakov.

## Thống kê sự nghiệp
| #  | Ngày                 | Địa điểm                                     | Đối thủ        | Bàn thắng | Kết quả | Giải đấu                 |
| -- | -------------------- | -------------------------------------------- | -------------- | --------- | ------- | ------------------------ |
| 1  | 23 tháng 8 năm 1995  | Sân vận động Nhà vua Baudouin, Bruxelles, Bỉ | Bỉ             | 2–1       | 2–1     | Giao hữu                 |
| 2  | 9 tháng 10 năm 1996  | Sân vận động Hrazdan, Yerevan, Armenia       | Armenia        | 4–0       | 5–1     | Vòng loại World Cup 1998 |
| 3  | 20 tháng 11 năm 2002 | Arena AufSchalke, Gelsenkirchen, Đức         | Hà Lan         | 1–1       | 1–3     | Giao hữu                 |
| 4  | 12 tháng 2 năm 2003  | Sân vận động Son Moix, Mallorca, Tây Ban Nha | Tây Ban Nha    | 1–1       | 1–3     | Giao hữu                 |
| 5  | 1 tháng 6 năm 2003   | Volkswagen Arena, Wolfsburg, Đức             | Canada         | 3–1       | 4–1     | Giao hữu                 |
| 6  | 7 tháng 6 năm 2003   | Hampden Park, Glasgow, Scotland              | Scotland       | 1–0       | 1–1     | Vòng loại Euro 2004      |
| 7  | 11 tháng 6 năm 2003  | Tórsvøllur, Tórshavn, Quần đảo Faroe         | Quần đảo Faroe | 2–0       | 2–0     | Vòng loại Euro 2004      |
| 8  | 10 tháng 9 năm 2003  | Westfalenstadion, Dortmund, Đức              | Scotland       | 1–0       | 2–1     | Vòng loại Euro 2004      |
| 9  | 11 tháng 10 năm 2003 | Volksparkstadion, Hamburg, Đức               | Iceland        | 2–0       | 3–0     | Vòng loại Euro 2004      |
| 10 | 27 tháng 5 năm 2004  | Dreisamstadion, Freiburg, Đức                | Malta          | 7–0       | 7–0     | Giao hữu                 |

## Danh hiệu
- UEFA European Championship: 1996
- DFB-Pokal (German Cup): 1997
- Croatian Cup: 2006
- UEFA Cup Winners' Cup: về nhì 1998